# Sant Climent de Gréixer
Sant Climent de Gréixer és una església romànica a l'entitat de població de Gréixer pertanyent al municipi de Ger a la comarca de la Baixa Cerdanya. Forma part de les moltes parròquies documentades a l'acta de consagració de la Seu d'Urgell l'any 839. Se sap que el 20 d'abril del 888, el comte Guifré, al construir el cenobi de Santa Maria de Ripoll, va fer donació al mateix, del poble i església de Gréixer.

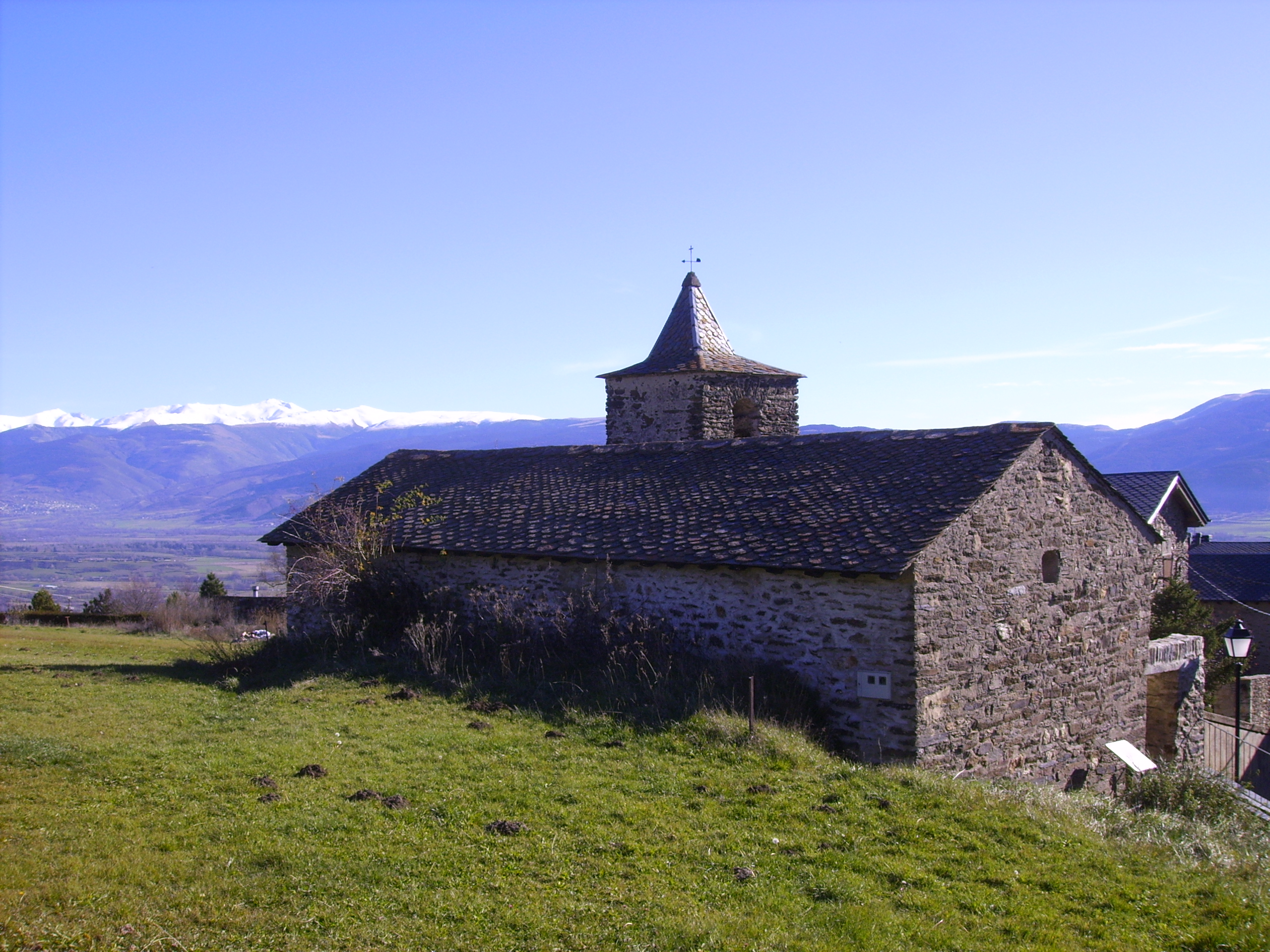
Església de Sant Climent de Gréixer

La població de Gréixer va patir un atac de les tropes de G. Blanc, R. Sadurní i G. d'Aragall, que el van incendiar a principis de 1261. Un mes més tard eren absolts pel veguer de la Cerdanya i el Conflent. De ben segur que l'església va patir seriosos desperfectes, ja que ha estat reconstruïda i modificada en diverses ocasions.

## Arquitectura

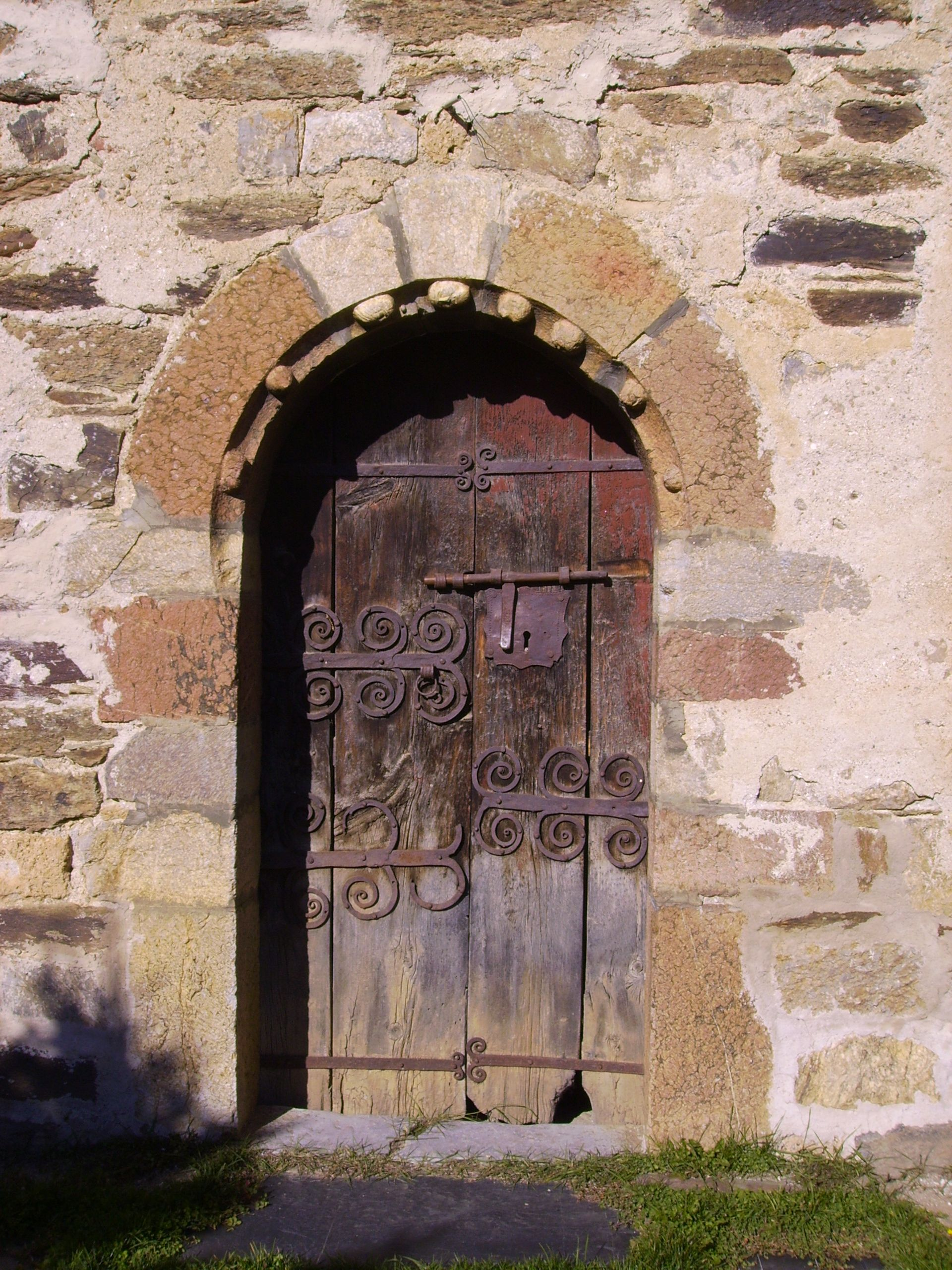
Porta de Sant Climent de Gréixer

El temple té una sola nau, coberta amb una estructura de fusta, està capçada a l'est per un absis trapezoïdal, que sembla de construcció molt posterior a la resta del temple. D'aquesta mateixa època seria la sagristia adossada al costat sud de la capçalera i la torre campanar.
El més interessant és la porta d'accés, al mur sud, estava formada per un arc de mig punt fet amb quatre dovelles de pedra vermellosa, però en algun moment es va substituir la segona per l'esquerra, per dues dovelles més petites i de color clar.
L'aresta interior està aixamfranada i en ella hi ha esculpits diferents elements, concretament dos en cada dovella. En la primera dovella començant per l'esquerra veiem un cap barbut i una bola. En les dues noves petites dovelles hi ha dos caps barbuts i abundosa cabellera. S'hi representen dos caps esculpits en la tercera dovella, si bé són de factura molt més simple. A la darrera dovella hi ha dues boles, com la que hi ha a la imposta del costat dret. En els batents de la porta encara es conserva bona part de la ferramenta romànica.
Abans del 1936 hi havia a l'església fragments d'un baldaquí pintat pel Mestre de Soriguerola.
El frontal d'altar de fusta policromada d'aquest temple forma part del fons del Museu Nacional d'Art de Catalunya. Es creu que va ser pintat el segon quart del segle xiv, quan després de la crema del temple, es va reconstruir i dotar novament d'elements decoratius i litúrgics.En la part central veiem al Pantocràtor, assegut en el seu tron del Regne dels Cels, representat amb els nombrosos estels que l'envolten. L'acompanyen els quatre símbols del Tetramorf. En els angles podem veure als apòstols Pere, Jaume, Pau i Andreu. En el marc exterior veiem unes concavitats, que de ben segur allotjaven boles policromades, imitant les pedres precioses dels frontals d'orfebreria.